# ハチのムサシは死んだのさ
「ハチのムサシは死んだのさ」（ハチのムサシはしんだのさ）は、1972年2月15日にミノルフォン音楽工業（現・徳間ジャパンコミュニケーションズ）から発売された平田隆夫とセルスターズの楽曲。平田隆夫とセルスターズはこの曲で、NHK紅白歌合戦に初出場を果たした。

## 解説
この曲は平田隆夫とセルスターズにとって2枚目のシングルである。日活スターで動物詩人でもあった内田良平が発表した詩集『おれは石川五右衛門が好きなんだ』の中の「ハチのミヤモトムサシは死んだんだ」というタイトルの詩に、セルスターズのバンドリーダである平田隆夫が曲をつけた。
詞は太陽に挑んで負けて死んでしまったハチの物語である。メンバーの菊谷英二がBS日テレ「歌え!昭和のベストテン」2017年2月18日の放送で語ったところによるとこの曲はこの当時の学生運動を示唆した楽曲で、ハチのムサシという1人の青年が国を変えようと国家という太陽に挑戦して焼かれて死んで落ちたという内容だという。また当時はテレビでこうした思想を言わず童謡のように押し通したとも述べている。前奏と間奏に入るスキャットは、平田のアイデアで管楽器の代わりに入っている
。この曲は当時の殺虫剤「キンチョール」のCMソングに使用された他、テレビアニメ『天才バカボン』第29回（第57話）「パパがテレビで歌うのだ」や特撮テレビ番組『ウルトラマンA』第11話「超獣は10人の女？」でも流れた。
また、当時はこの曲と同じくハチを主人公としたテレビアニメ『昆虫物語 みなしごハッチ』の人気が高かったことや、この歌の振り付けが特徴的であったこともあり、セルスターズのファンになる子供たちが急増した。
累計60万枚を売り上げる大ヒットとなった。
セルスターズはこの曲で「第23回NHK紅白歌合戦」に出場を果たし、編曲の土持城夫は「第14回日本レコード大賞」で編曲賞を受賞している。
翌年のキンチョールのCMではこの曲名をもじった決め台詞が使用されている

## 主なカバー
- 本木雅弘 - 1990年のアルバム『LIZARD -dream after nightmare-』に収録[6]。
- WITCH - 1991年にディスコ・ヴァージョンでシングルとして発売
- 柳葉敏郎 - 1994年にシングルとして発売[7]。
- 石井竜也 - 2003年のアルバム『super nipops』に収録[8]。
- 窪田友紀子 - 「ハチのムサシは生きていた」とセルスターズの菊谷英紀（栄二）が歌詞を変えて（曲名は「ハチのムサシ」）、2003年にシングルを発売[9]。
- alian9ball - ラウドパンク風にカバー。
- 宍戸留美 - 2011年のアルバム『Dororonえん魔くん メ～ラめら昭和ヒットスタジオ』に収録
- 真山りか - 2016年のアルバム『TVアニメ「コンクリート・レボルティオ〜超人幻想〜THE LAST SONG」COMPOSITE ALBUM』に収録